# Ida Ou Guelloul
Ida Ou Guelloul  (in arabo ايدا اوكلول‎?) è un centro abitato e comune rurale del Marocco situato nella provincia di Essaouira, regione di Marrakech-Safi. Conta una popolazione di 5 999 abitanti (censimento 2014).